# Gran Premi de Bèlgica del 1972
Resultats del Gran Premi de Bèlgica de Fórmula 1 disputat la temporada 1972 al circuit de Nivelles el 4 de juny del 1972.

## Resultats
| Pos | No | Pilot                | Equip          | Voltes | Temps / Retirada      | Pos. de sortida | Punts |
| --- | -- | -------------------- | -------------- | ------ | --------------------- | --------------- | ----- |
| 1   | 32 | Emerson Fittipaldi   | Lotus - Ford   | 85     | 1h 44' 07. 3          | 1               | 9     |
| 2   | 8  | François Cevert      | Tyrrell - Ford | 85     | + 26.6 s              | 5               | 6     |
| 3   | 9  | Denny Hulme          | McLaren - Ford | 85     | + 58.1 s              | 3               | 4     |
| 4   | 34 | Mike Hailwood        | Surtees - Ford | 85     | + 1' 12. 0 min.       | 8               | 3     |
| 5   | 16 | Carlos Pace          | March - Ford   | 84     | + 1 Volta             | 11              | 2     |
| 6   | 5  | Chris Amon           | Matra          | 84     | + 1 Volta             | 13              | 1     |
| 7   | 10 | Peter Revson         | McLaren - Ford | 83     | + 2 Voltes            | 7               |       |
| 8   | 25 | Howden Ganley        | BRM            | 83     | + 2 Voltes            | 15              |       |
| 9   | 11 | Ronnie Peterson      | March - Ford   | 83     | + 2 Voltes            | 14              |       |
| 10  | 27 | Helmut Marko         | BRM            | 83     | + 2 Voltes            | 23              |       |
| 11  | 6  | Rolf Stommelen       | March - Ford   | 83     | + 2 Voltes            | 20              |       |
| 12  | 12 | Niki Lauda           | March - Ford   | 82     | + 3 Voltes            | 25              |       |
| 13  | 19 | Carlos Reutemann     | Brabham - Ford | 81     | + 4 Voltes            | 9               |       |
| 14  | 33 | Dave Walker          | Lotus - Ford   | 79     | + 6 Voltes            | 12              |       |
| Ret | 17 | Graham Hill          | Brabham - Ford | 73     | Suspensions           | 16              |       |
| NC  | 15 | Henri Pescarolo      | March - Ford   | 59     | No Classificat        | 19              |       |
| Ret | 30 | Clay Regazzoni       | Ferrari        | 57     | Accident              | 2               |       |
| Ret | 36 | Andrea de Adamich    | Surtees - Ford | 55     | Motor                 | 10              |       |
| Ret | 22 | Nanni Galli          | Tecno          | 54     | Accident              | 24              |       |
| Ret | 29 | Jacky Ickx           | Ferrari        | 47     | Injecció              | 4               |       |
| Ret | 14 | Mike Beuttler        | March - Ford   | 31     | Paliers / Eixos       | 22              |       |
| Ret | 18 | Wilson Fittipaldi    | Brabham - Ford | 28     | Caixa canvi           | 18              |       |
| Ret | 24 | Peter Gethin         | BRM            | 27     | Bomba del combustible | 17              |       |
| Ret | 23 | Jean-Pierre Beltoise | BRM            | 15     | Sobreescalfament      | 6               |       |
| Ret | 35 | Tim Schenken         | Surtees - Ford | 11     | Sobreescalfament      | 21              |       |

## Altres
- Pole: Emerson Fittipaldi 1' 11. 43

- Volta ràpida: Chris Amon 1' 12. 12 (a la volta 66)